# Otto Mueller
Otto Mueller, född 16 oktober 1874 i Liebau in Schlesien, död 24 september 1930 i Breslau, var en tysk expressionistisk bildkonstnär.

## Biografi
Efter litografistudier i Görlitz och Breslau 1890–92 studerade Mueller måleri vid Hochschule für Bildende Künste i Dresden 1894–96 och vid Akademie der Bildenden Künste i München 1898. År 1905 gifte han sig med Maria ("Maschka") Mayerhofer, som ofta stod modell åt honom, även efter deras skilsmässa 1921. Mueller flyttade 1908 till Berlin, där han blev vän med skulptören Wilhelm Lehmbruck och ställde ut tillsammans med den expressionistiska konstnärsgruppen Die Brücke. Mötet med Die Brücke påverkade Mueller starkt, och 1911 blev han själv medlem i gruppen. Här utvecklade han en karaktäristisk stil, med dämpade, naturalistiska färgskalor. I flera av hans målningar från denna period avbildas slanka flickgestalter med hårda drag i lummiga landskap, bestående av träd, stränder och sanddyner. Hans verk hade ofta primitivistiska inslag, kretsade kring skönhet och en syntes mellan människa och natur, i ett sökande efter Arkadien. Hans stil uppvisar bland annat intryck från Paul Gauguin.
Från 1915 deltog han som infanterisoldat i första världskriget, och var stationerad i Frankrike och Ryssland. Från 1919 undervisade han vid Staatliche Akademie für Kunst und Kunstgewerbe i Breslau. Under 1920-talet besökte han Balkanhalvön, och kom där i kontakt med romsk kultur. Detta möte resulterade i en bildsvit från 1927, där romer avbildas i vardagliga sammanhang. Han avled i tuberkulos, 55 år gammal. 
1937 beslagtog Reichsministerium für Volksaufklärung und Propaganda i Nazityskland vad som fanns av Mueller på tyska museer, efter att hans verk klassificerats som entartete Kunst. Sammanlagt beslagtogs 408 verk, 37 akvareller, 307 olika former av grafiska blad, 35 målningar och 29 teckningar. 34 av dessa verk visades på olika propagandautställningar, som Kunst der Geistesrichtung 1918–1933 i Breslau 1933, den stående utställningen Schreckenskammer i Halle 1935–37 och på vandringsutställningen Entartete Kunst 1937–41. Inga av dessa verk tycks ha förstörts. 
Några av hans verk ställdes postumt ut på documenta 1 i Kassel 1955.

## Galleri

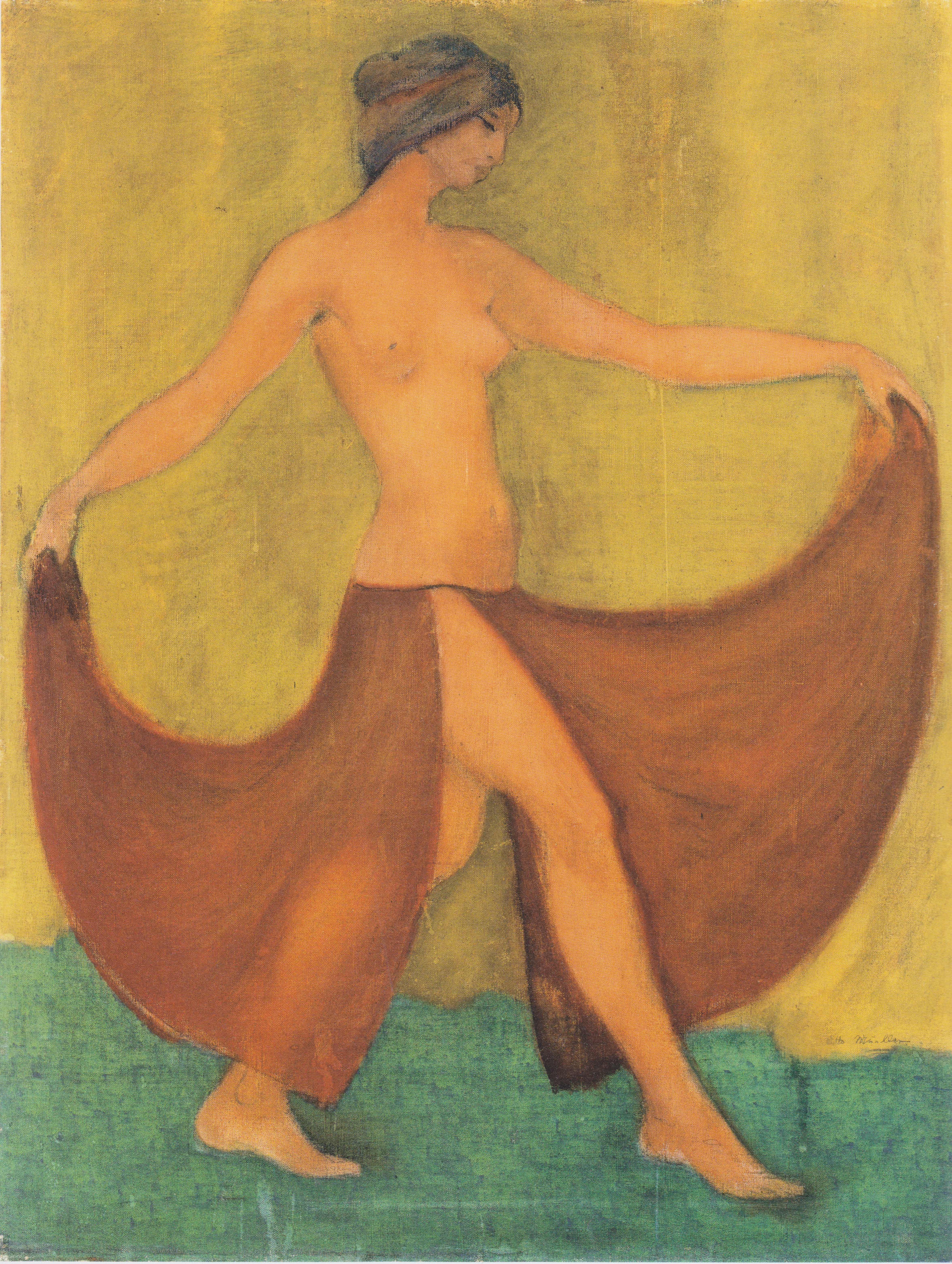
Dansare (Maschka, dansandes) (blandteknik på duk ca 1903, privat samling)
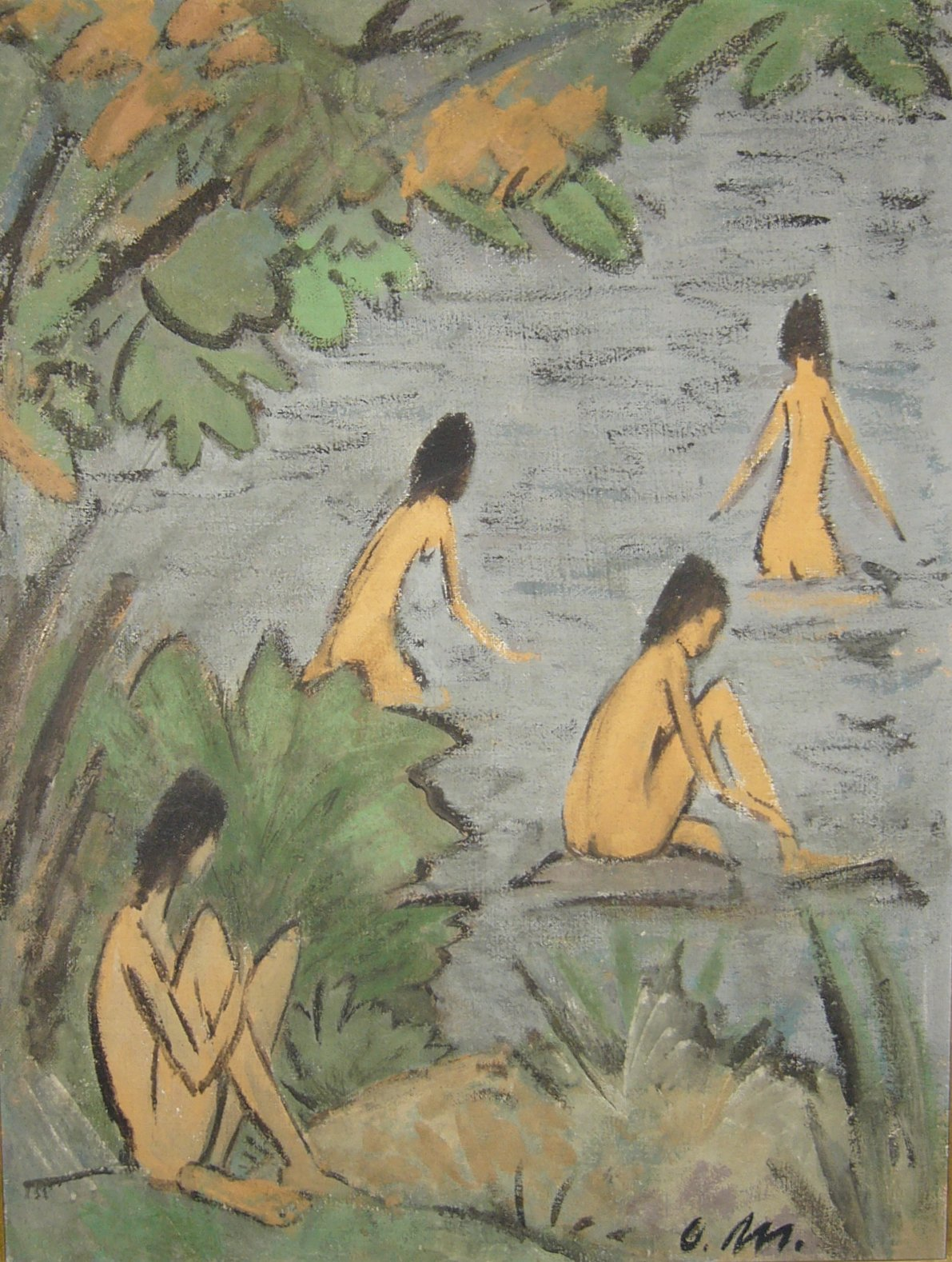
Landskap med badande (tempera på säckväv 1915, Kirchner Museum, Davos)
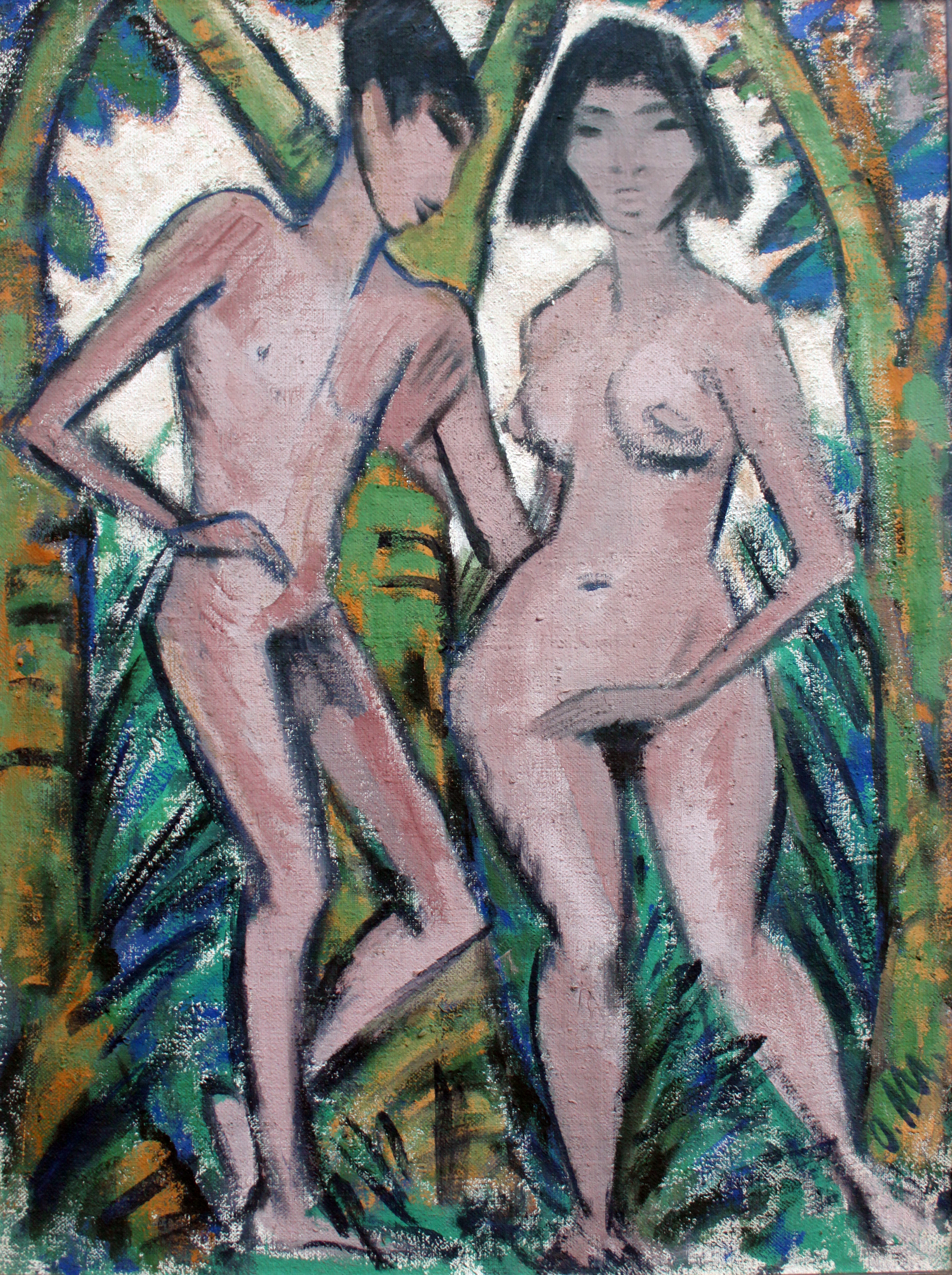
Adam und Eva (tempera på säckväv 1918, Städelsches Kunstinstitut, Frankfurt am Main)
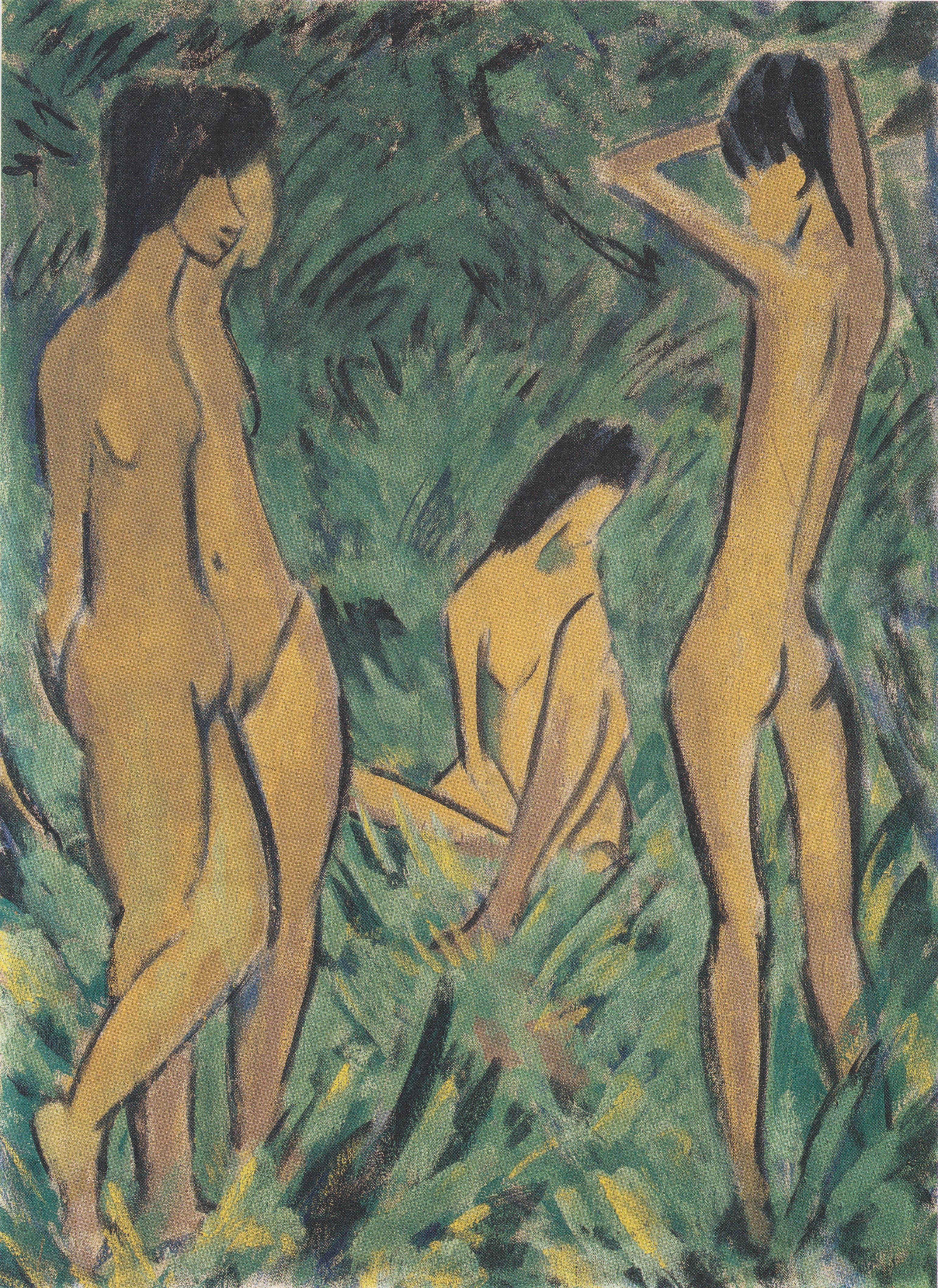
Pojke framför två sittande och en stående flicka (tempera på duk 1918, Kunsthalle Emden, Emden)
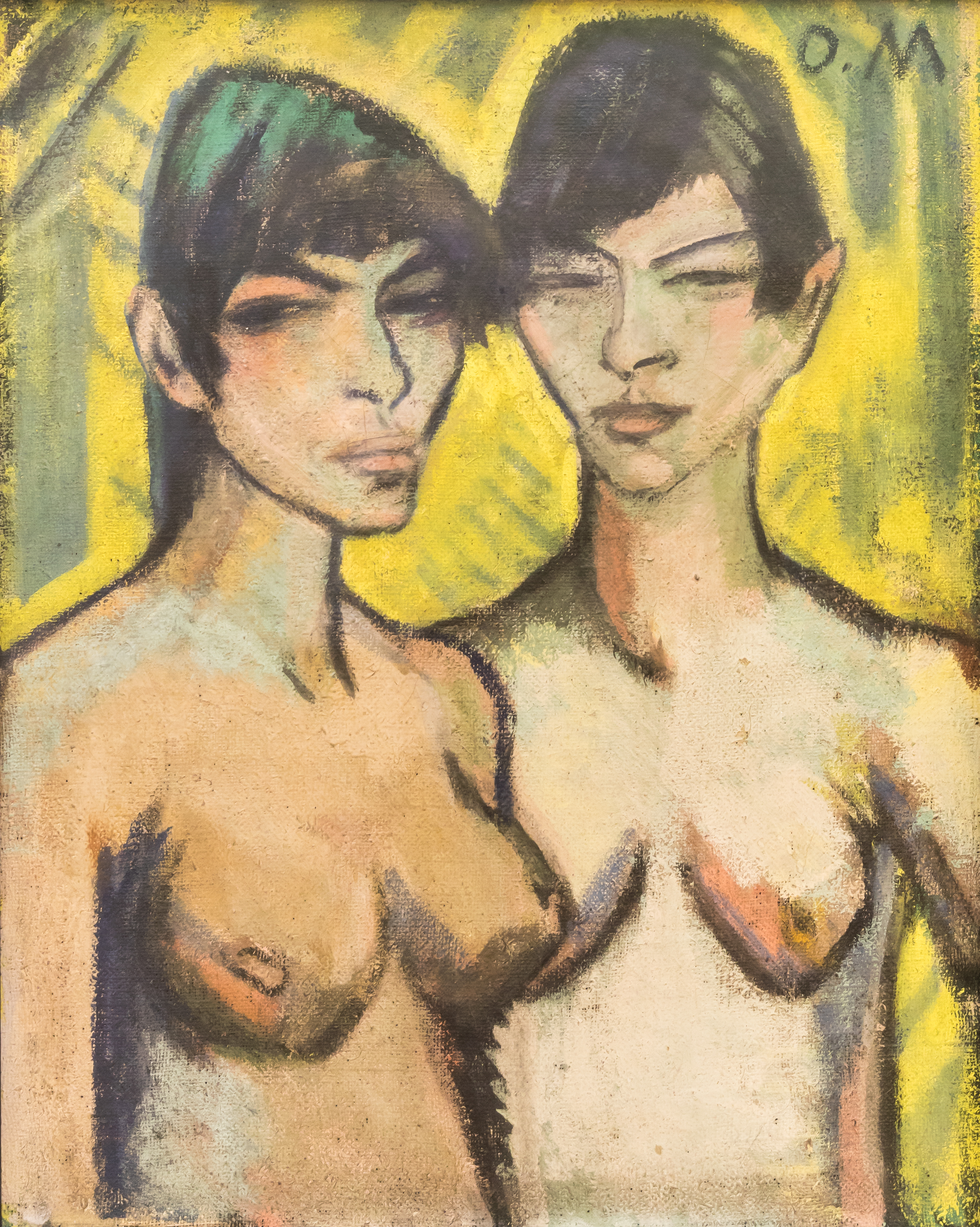
Två nakna kvinnor (tempera på säckväv 1919, Museum Ludwig, Köln)
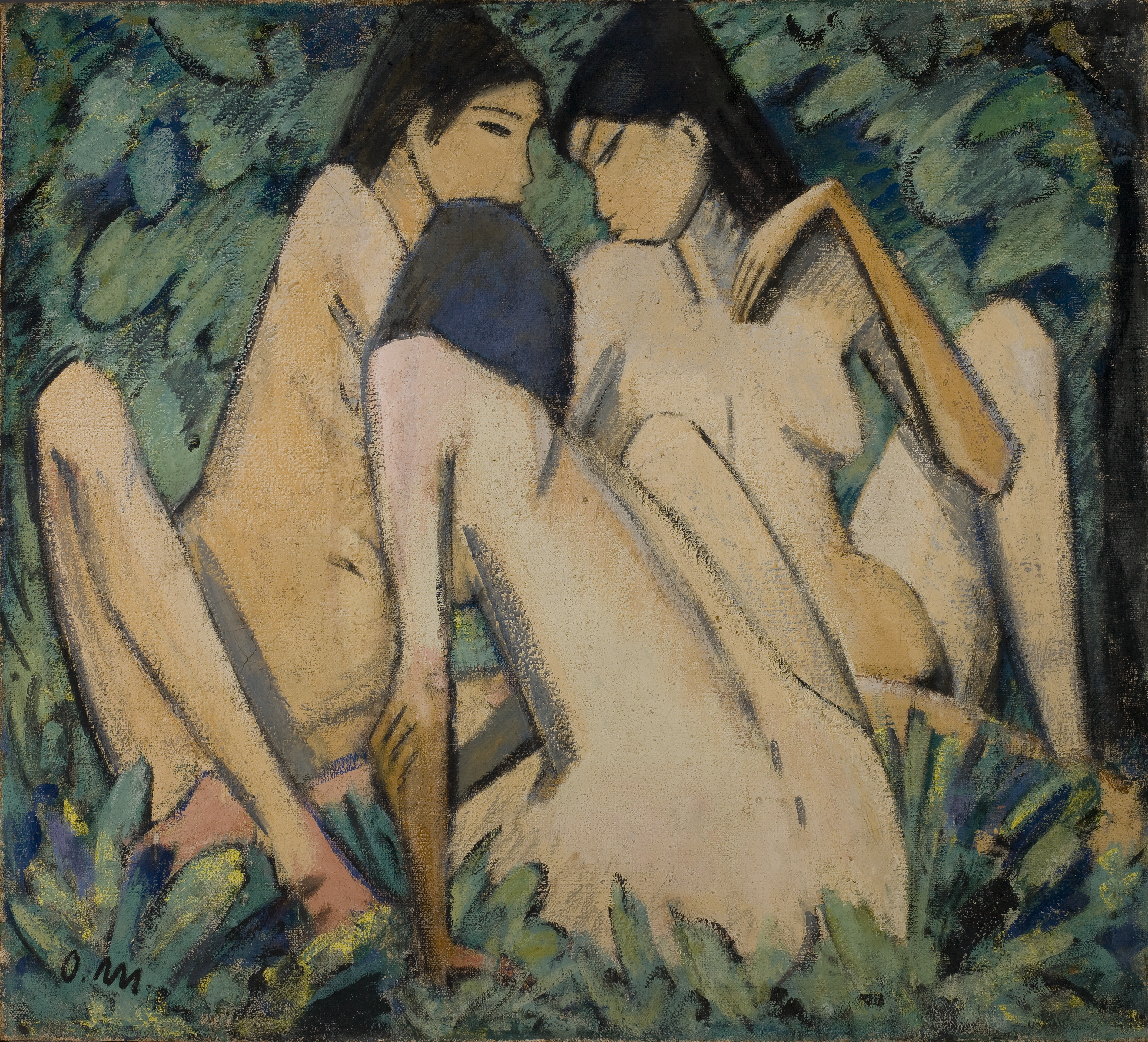
Tre flickor i skogen (olja och tempera på pannå 1920, Saint Louis Art Museum, Saint Louis)
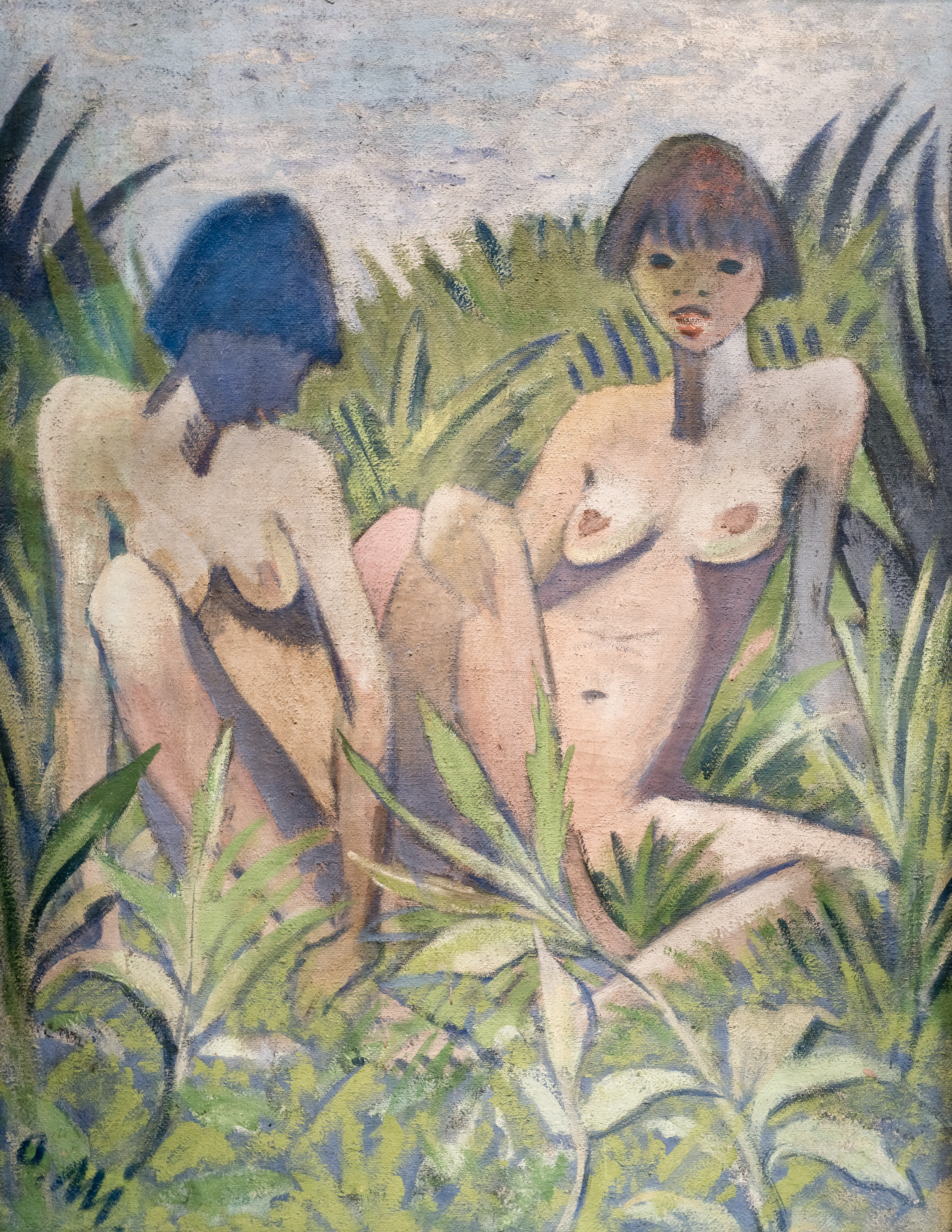
Två flickor i vassen (tempera på säckväv 1926, Museum der Phantasie, Bernried)
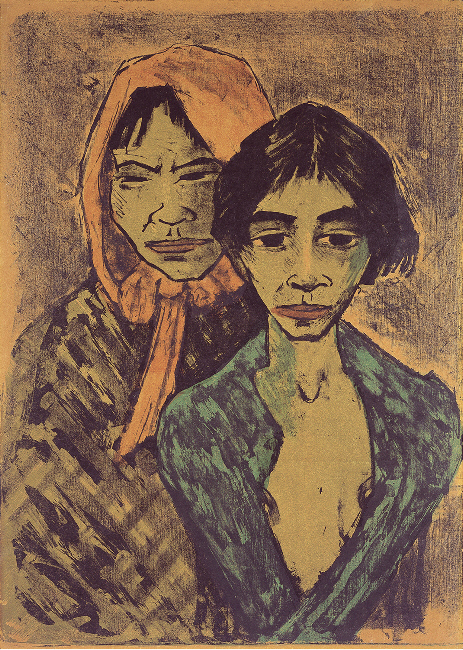
Två zigenerskor (zigenarmor med dotter) (färglitografi på papper 1926–27, Galerie Nierendorf, Berlin)
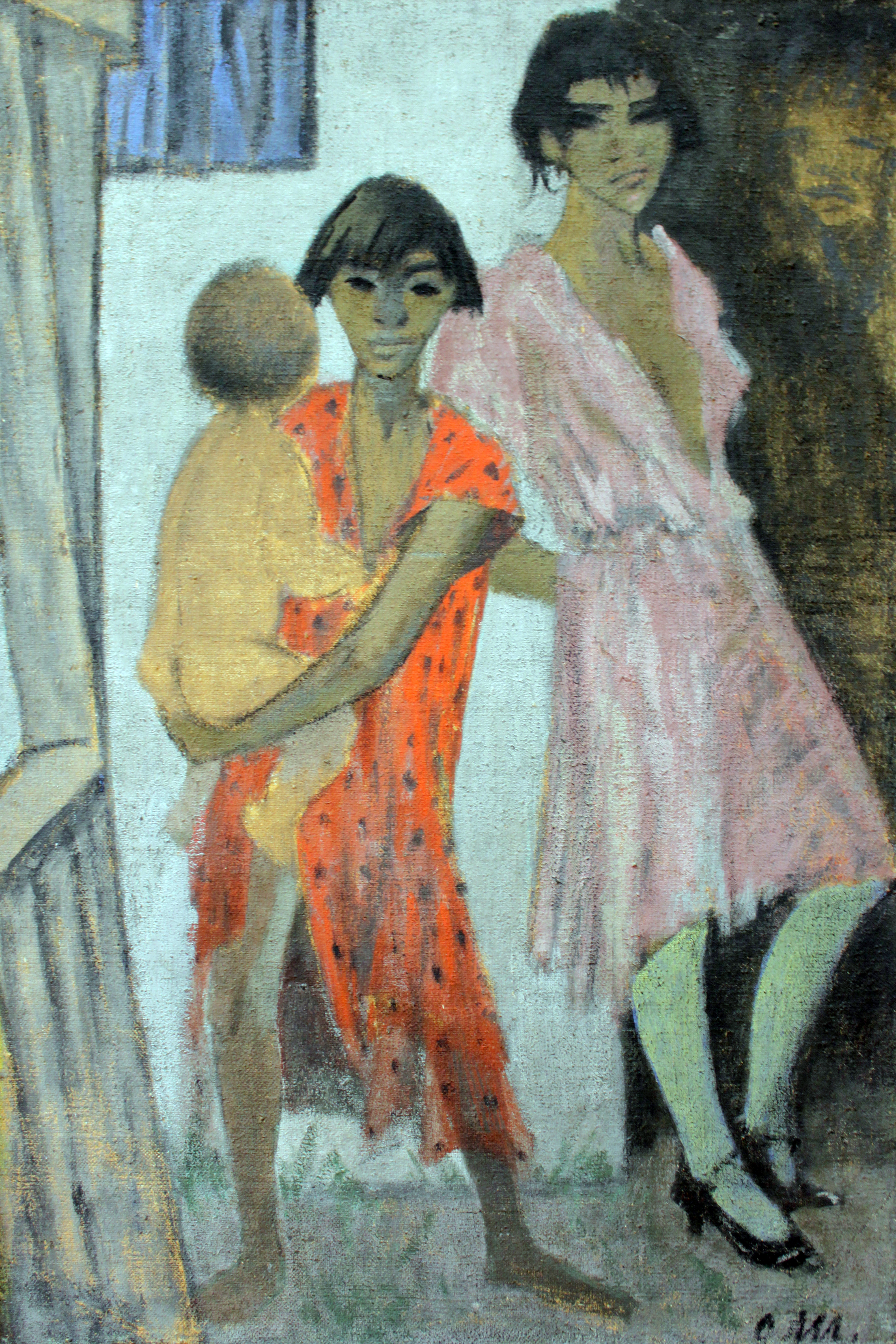
Stående zigenarbarn (blandteknik på säckväv 1927, Germanisches Nationalmuseum, Nürnberg)
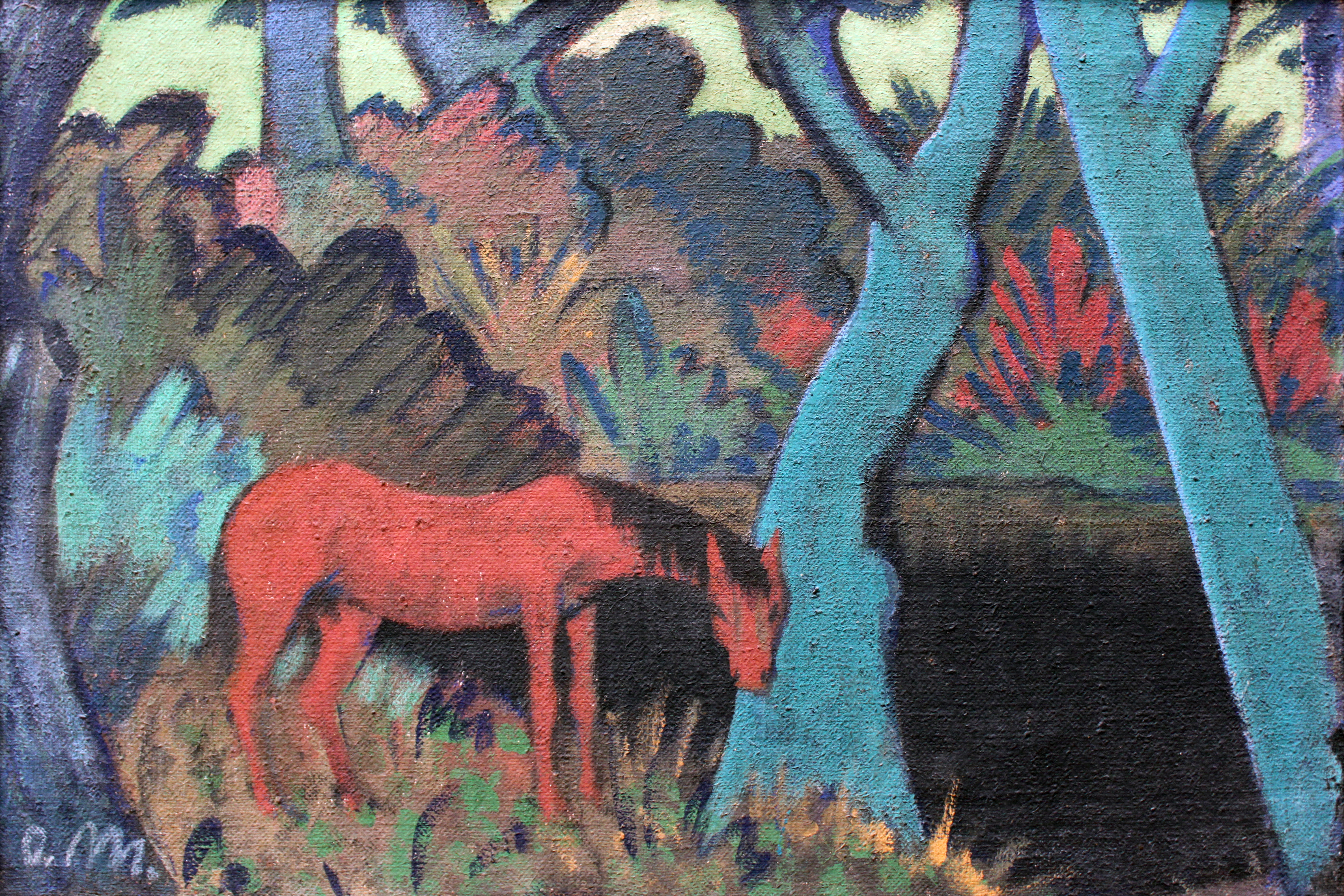
Zigenarhäst vid det svarta vattnet (tempera på säckväv 1928, Germanisches Nationalmuseum, Nürnberg)